# Paris japonica
Paris japonica là một loài thực vật trong họ Melanthiaceae. Đây là loài bản địa các khu vực cận núi cao Nhật Bản. Đây là loài cây lâu năm sinh trưởng chậm và nở hoa vào tháng 7. Loài cây này thích các nơi râm, mát và ẩm. Loài này có bộ gen lớn nhất của bất kỳ thực vật nào chưa qua khảo nghiệm, dài khoảng 150 tỷ cặp cơ sở. Nó có 40 nhiễm sắc thể.

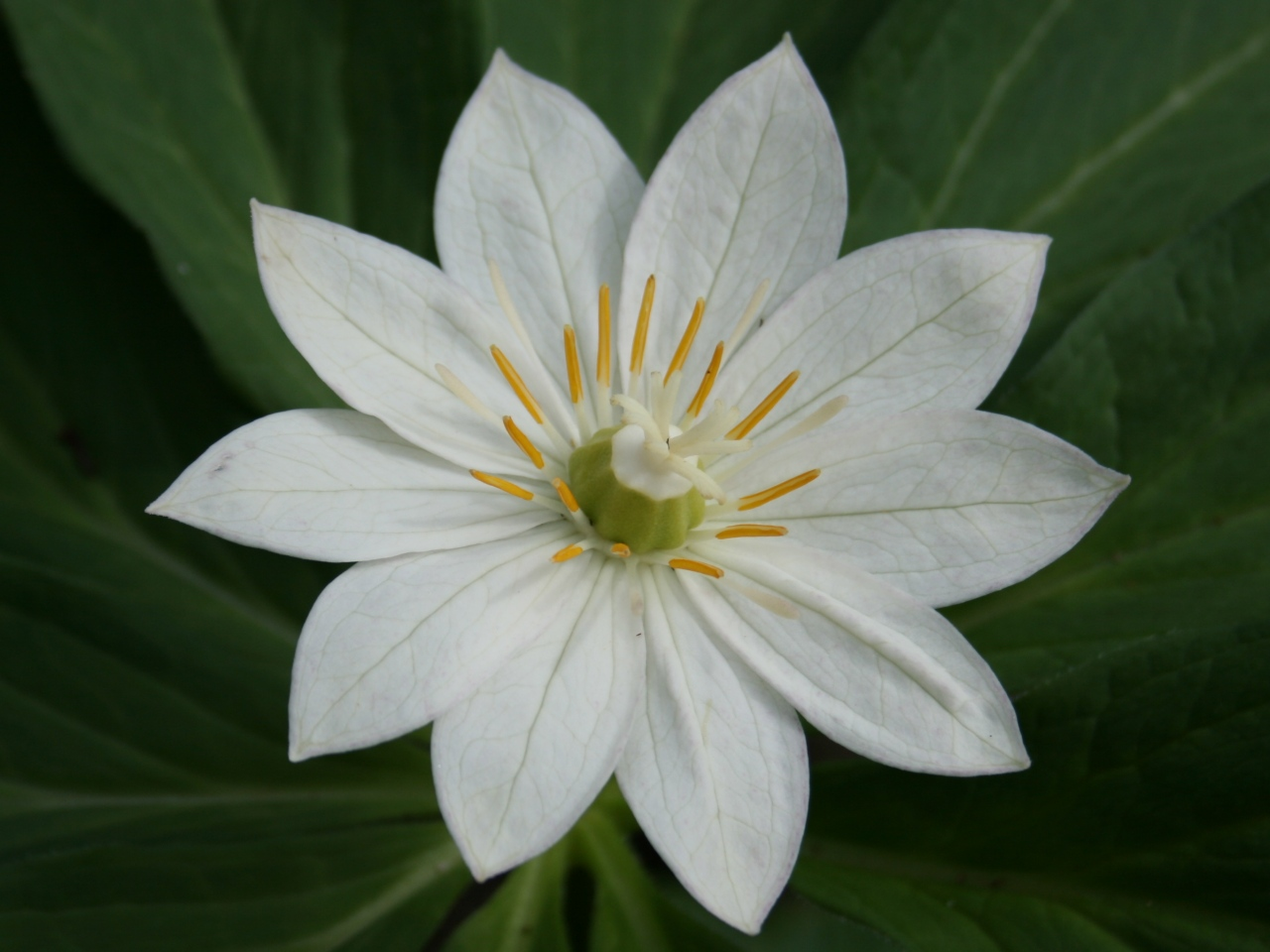
Paris japonica ở Núi Haku

## Hình ảnh

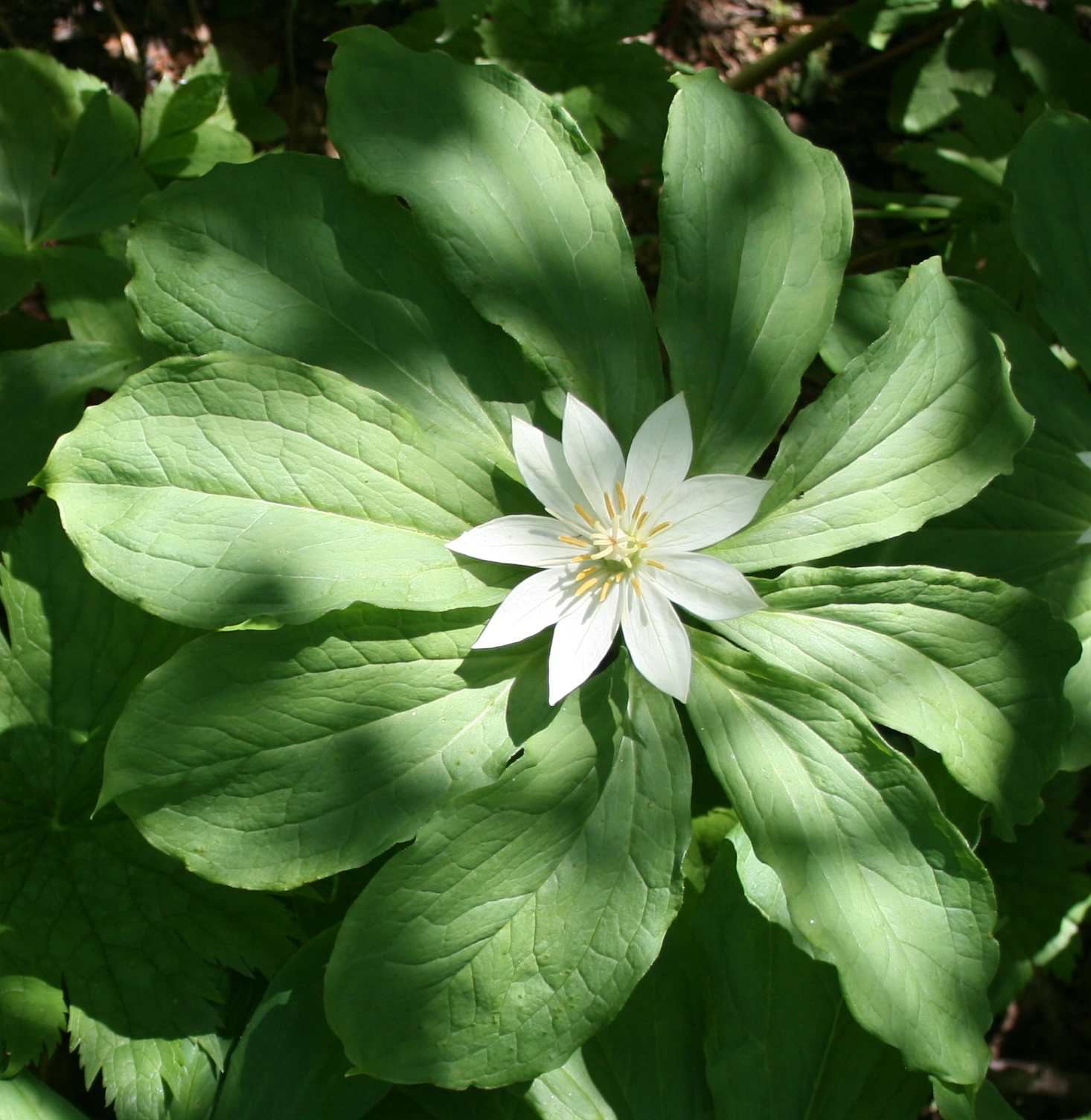